# هوگو تئورل
اکسل هوگو تئودور تئورل (سوئدی: Hugo Theorell؛ ۶ ژوئیهٔ ۱۹۰۳ – ۱۵ اوت ۱۹۸۲) یک دانشمند در زمینه زیست‌شیمی اهل سوئد بود.
وی همچنین برنده جوایزی همچون جایزه نوبل فیزیولوژی و پزشکی شده است.